# لوکا فری
لوکا فری (انگلیسی: Luca Ferri؛ زادهٔ ۱۹ مارس ۱۹۸۰) بازیکن فوتبال اهل ایتالیا است.
از باشگاه‌هایی که در آن بازی کرده‌است می‌توان به باشگاه فوتبال آسکولی، باشگاه فوتبال آ.اس. رم، و باشگاه فوتبال پالرمو اشاره کرد.